# Infrared Background Signature Survey
Infrared Background Signature Survey o IBSS fue un satélite artificial de la USAF lanzado el 28 de abril de 1991 por el transbordador espacial Discovery durante la misión STS-39 y posteriormente recuperado durante la misma misión, el 2 de mayo de 1991.
IBSS fue lanzado acoplado al Shuttle Pallet Satellite II (SPAS II) y tenía como misión probar nuevos sensores infrarrojos. Formaba parte del programa Strategic Defense Initiative Organization (SDIO).